# Saltator albicollis
Saltator albicollis é uma espécie de ave da família Fringillidae.
Pode ser encontrada nos seguintes países: Dominica, Martinica, São Cristóvão e Nevis, Santa Lúcia e Trinidad e Tobago.
Os seus habitats naturais são: florestas secas tropicais ou subtropicais e florestas secundárias altamente degradadas.